# Ruppertsberg (Hallungen)
Der Ruppertsberg hat eine Gipfelhöhe von 371,6 m ü. NN. 
Er liegt im Ortsteil Hallungen der Landgemeinde Südeichsfeld im Unstrut-Hainich-Kreis in Thüringen.
Der Ruppertsberg befindet sich am Westrand des Hainich und der Grenze zum Südeichsfeld. An der Ostflanke des Berges befand sich im Mittelalter ein Dorf – die Wüstung Bärenfeld. Der Ruppertsberg wird land- und forstwirtschaftlich genutzt. An seiner Nordflanke befindet sich im Westen ein Angelteich mit Wochenendhäusern.